# Simen Agdestein
Simen Agdestein (Asker, 15 de mayo de 1967) es un ajedrecista y exfutbolista noruego. También es escritor y entrenador de ajedrez. 
Agdestein es gran maestro de ajedrez y siete veces campeón noruego. Ha sido entrenador del campeón mundial Magnus Carlsen (su hermano Espen Agdestein es el actual representante de Carlsen). Es autor y coautor de varios libros sobre ajedrez, incluyendo una biografía de Carlsen. 
Como futbolista profesional Agdestein llegó a jugar en la selección de Noruega en el puesto de delantero.

## Carrera como ajedrecista
Agdestein se convirtió en campeón nacional de Noruega a la edad de 15 años, en Maestro Internacional a los 16 y en Gran Maestro a los 18.
A nivel local, su dominio regular de los campeonatos de ajedrez noruegos y nórdicos durante la década de 1980 demostró con creces que había pocos jugadores que podían resistir su estilo emprendedor y creativo. En la competencia internacional, terminó segundo en el Campeonato mundial juvenil de ajedrez de 1986 detrás de Walter Arencibia, pero por delante de Evgeny Bareev, Viswanathan Anand y Jeroen Piket. Poco después, su puntuación Elo superó los 2600. 
A finales de la década de 1980, Adgestein combinaba el ajedrez de alto vuelo con una carrera en el fútbol a tiempo completo, representando a su país en ambas disciplinas. A principios de la década de 1990, una lesión de rodilla truncó sus actividades futbolísticas. En 1999, Adgestein regresó a la senda del triunfo ganando el torneo de Cappele la Grande. En 2003 triunfó en el torneo de la Isla de Man. Adgestein se anotó dos victorias en torneos en 2013, cuando ganó el Abierto de Sant Martí, en Barcelona, con 8½ puntos en 9 rondas, con un desempeño de 2901, y el Memorial Håvard Vederhus en Oslo con 7 puntos de 9.
Agdestein ha representado a su país siete veces en la Olimpiada de Ajedrez, generalmente jugando en el primer tablero y ganando una medalla de oro individual en su primera aparición en 1982.
Con blancas muestra una preferencia por las aperturas de peón de dama, mientras que con las negras prefiere la apertura española, la defensa holandesa y las aperturas semiabiertas.
En julio de 2014, tras su sensacional actuación en el magistral de Noruega, Agdestein llegó a 2637 de Elo superando su Elo máximo de 2630 que había logrado en enero de 1993.
Agdestein trabaja en la academia de deportes Norges Toppidrettsgymnas, donde es profesor de ajedrez y fútbol. Ha sido entrenador de ajedrez de muchos jóvenes talentos, como Magnus Carlsen.
Su apodo en el Internet Chess Club (ICC) es «Gruk».